# Dějiny Prahy 1990–2000

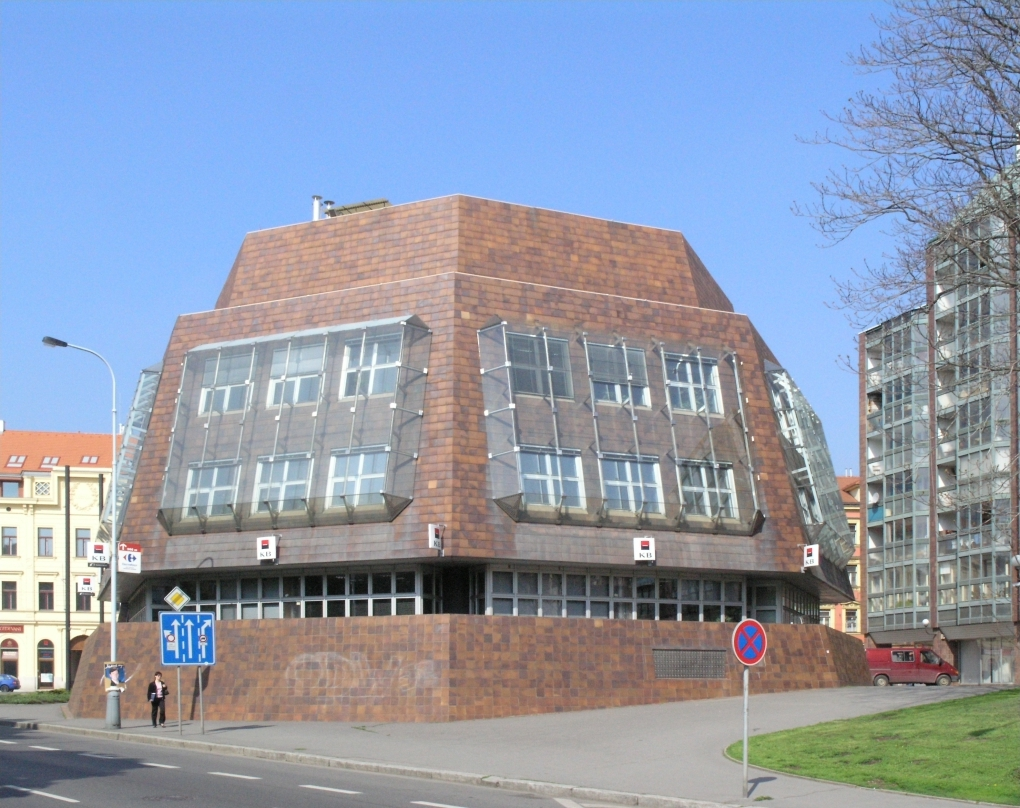
Budova Komerční banky od Karla Pragera z roku 1990. Vznikla jako náhrada zbořené při budování metra

Devadesátá léta 20. století Prahu změnila. Nepřibyly sice velkolepé stavby, zato se ale zrekonstruovalo centrum města a byly dorovnány nedostatky, které zapříčinilo 40 let komunistického režimu.[zdroj?] Výrazně narostl jak turismus, tak i automobilová doprava.
Rok 1990 byl v Praze velikým zlomem. Jako první se začaly odstraňovat komunistické názvy ulic, náměstí, stanic metra, budov a další. Zmizely tak třídy jako Leninova (Evropská), Obránců Míru (Milady Horákové) či Most Klementa Gottwalda (Nuselský most). Krátce před volbami v témže roce na Staroměstském náměstí vybuchla dosud neobjasněná nálož. Prahu ještě roku 1990 navštívili papež Jan Pavel II. a prezident Spojených států, George Bush.
Zastaveno bylo též i budování rozsáhlých panelových sídlišť (a samozřejmě neúnosný rozvoj dalších staveb, hlavně dopravních); jednalo se tedy hlavně o oblast Jihozápadního města, kde se připravovalo znatelné rozšíření jižním a západním směrem. Též i na některých menších sídlištích byly zastaveny stavební práce (Řepy) a dokončeny rozestavěné budovy. Některé jiné projekty (například rozvoj rychlostních silnic a městské okruhy) byly přepracovány.
V roce 1991 bylo v rámci jubilejní Všeobecné zemské výstavy zrekonstruováno pražské Výstaviště. Přibyly nové pavilony, upraveny byly mnohé cesty. Akce však nebyla příliš úspěšná, nakonec skončila s dluhem ve výši 1,4 miliardy Kč.
Ve stejném roce 1991, přesněji 1. července 1991, byla Praha svědkem i jedné významné mezinárodní události. V Černínském paláci, budově Ministerstva zahraničí ČSFR, byla rozpuštěna Varšavská smlouva. Příslušný protokol byl podepsán zástupci vlád šesti zbývajících členů paktu, tedy zástupci Moskvy, Varšavy, Budapešti, Bukurešti, Sofie a Prahy.
Roku 1992 bylo historické centrum Prahy zapsáno do seznamu Fondu světového dědictví UNESCO; jedná se o jednu z mála městských památkových rezervací na světě s takovou rozlohou. Ještě téhož roku se v Praze konalo Mistrovství světa v ledním hokeji.
Počínaje rokem 1993 se stala Praha hlavním městem samostatné České republiky a jejích institucí. Otevřena byla pražská burza a začala též fungovat i Poslanecká sněmovna. Praze také přibylo i nové muzeum – Muzeum MHD ve Vozovně Střešovice, kam byla umístěna sbírka historických vozidel.
V roce 1995 byla zavedeno nové územněsprávní členění města, ve které získaly městské části jisté pravomoci a vznikla tak místní samospráva. Tím byl do jisté míry omezen model z roku 1960; hlavní městské obvody Praha 1 až 10 ale zůstaly a nechaly si stále mnoho pravomocí. Městské obvody v centru mnohdy nebyly rozděleny vůbec.

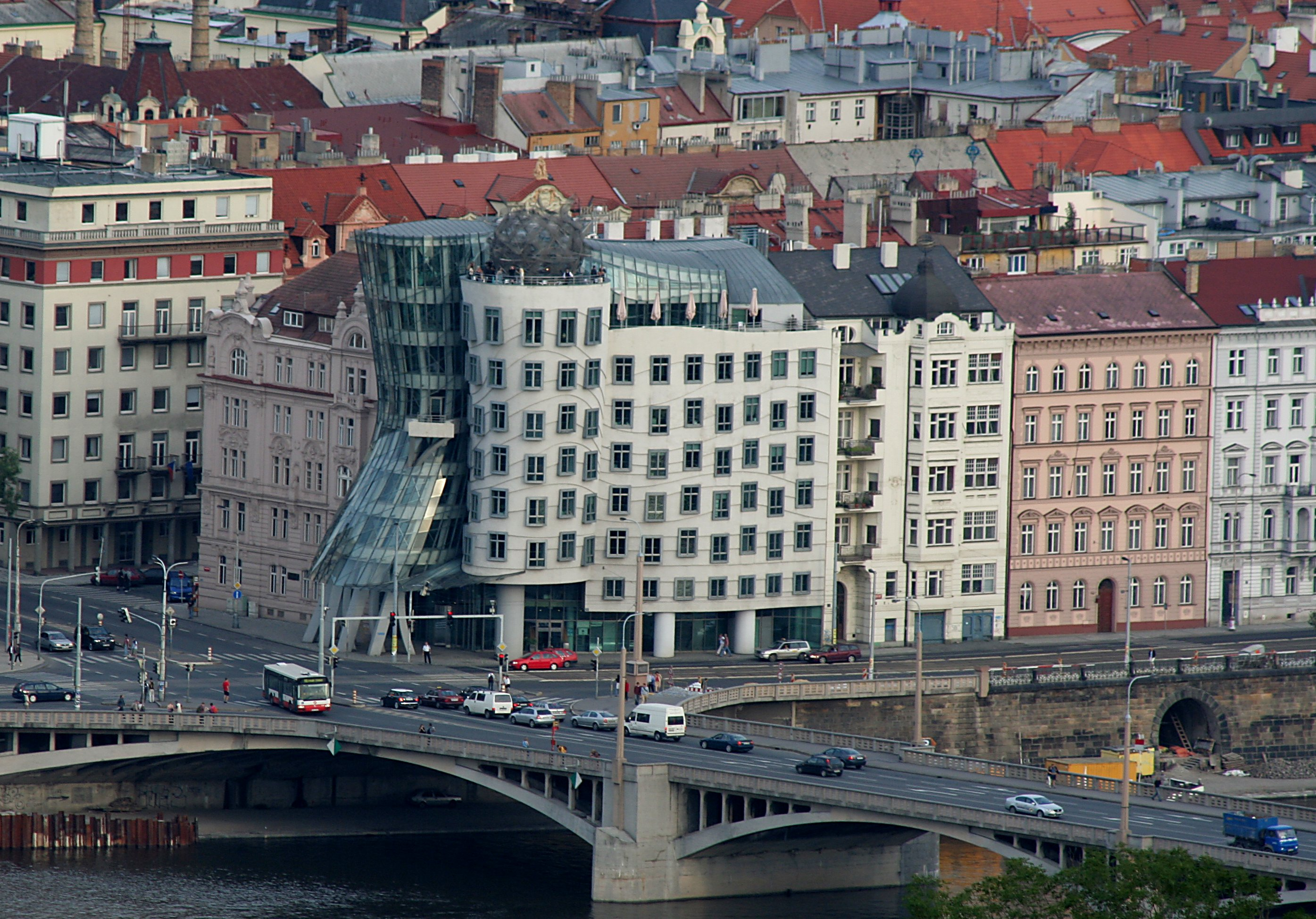
V roce 1996 byl na Jiráskově náměstí dokončen Tančící dům

V roce 1996 byla na Jiráskově náměstí dokončena stavba Tančícího domu.
Na konci 90. let se začínají objevovat první obchodní centra západního stylu; jedná se například o Centrum Černý Most či Tesco na Zličíně. Oběma přispěla k rozvoji jednak blízkost dálnice a městského okruhu, jednak metra. Od roku 1996 je také zaplněna i proluka Myslbek v ulici Na příkopě; volný pozemek, který zde existoval již od roku 1926 a v osmdesátých letech byl využíván při budování metra I. B. byl zastavěn několikapatrovým obchodním domem kombinovaným s kancelářskými prostory.